# Aidyn Chronicles: The First Mage
Aidyn Chronicles: The First Mage (エイディン：クロニクルズ ザ・ファースト・メイジ) est un jeu vidéo de rôle sorti en 2001 sur Nintendo 64. Le jeu a été développé par H2O Entertainment et édité par THQ.

## Accueil
- GameSpot : 5,9/10[1]